# Hubert d'Andlau de Hombourg
Pour les articles homonymes, voir Andlau (homonymie).
Hubert d'Andlau de Hombourg (ou Hubert d'Andlau-Hombourg), né le 7 juin 1868 à Heidenfeld – village bavarois aujourd'hui rattaché à la commune de Röthlein – et mort le 3 novembre 1959 à Stotzheim, dans le Bas-Rhin, est un homme politique français.

## Biographie

### Famille et Carrière
Issu d'une vieille famille de la noblesse alsacienne ayant servi les empereurs de la dynastie des Habsbourg, d'abord officier autrichien puis chambellan de l'empereur d'Autriche, il est ancien représentant de l'Alsace au Landtag, propriétaire agricole, président de la Fédération agricole d'Alsace et de Lorraine et de la chambre d'agriculture du Bas-Rhin. Il est élu conseiller municipal de Stotzheim puis sénateur du Bas-Rhin en 1928 et est réélu à ce dernier poste lors du scrutin de 1936. Au Sénat, il siège au sein du groupe de l'Union républicaine, apparenté à l'Alliance démocratique.
Le 10 juillet 1940, il vote en faveur de la remise des pleins pouvoirs au maréchal Pétain. À la Libération, il est déclaré inéligible et ne retrouve pas le chemin du Parlement.
Il préside la Fédération du Crédit Mutuel Raiffeisen, de 1908 à 1950, fondé par le directeur de la Société générale sous l'occupation allemande, Henri Ardant, qui organise le prêt de 250 millions consenti à l’Union générale des israélites de France, avec « remboursement pour payer l'« amende d’un milliard infligée aux juifs » par les Allemands,. 
Son fils Christian d'Andlau, futur président de la chambre d'agriculture du Bas-Rhin, lui succède de 1959 à 1971
Il est lauréat du prix Thérouanne en 1977 pour son ouvrage Le livre d’histoire d’une famille d’Alsace.

## Distinctions
- Chevalier de la Légion d'honneur (20 mars 1948)[5]

## Sources
- « Hubert d'Andlau de Hombourg », dans le Dictionnaire des parlementaires français (1889-1940), sous la direction de Jean Jolly, PUF, 1960 [détail de l’édition]